# Strängnäs garnison
Strängnäs garnison var en garnison inom svenska Försvarsmakten som verkade i olika former åren 1921–2006. Garnisonen var belägen i stadsdelen Eldsundsviken i nordvästra Strängnäs.

## Historia
Garnisonen tillkom 1921 då Södermanlands regemente flyttade in i nybyggda kaserner på Regementsgatan efter att tidigare varit förlagda i Malma hed. År 1963 utökades garnisonen då staben för Östra militärområdet fick en egen stabsbyggnad i nära anslutning till kasernområdet.
År 1989 beslöt Regeringen Carlsson att Svea ingenjörregemente (Ing 1) skulle omlokaliseras från Södertälje till Strängnäs och att regementsområdet i Almnäs skulle övertas av FOA. Dock kom aldrig vare sig FOA eller regementet att påverkas av detta beslut, fast det återigen nämndes inför försvarsbeslutet 1992. Innan beslutet ändrades kom Strängnäs garnison att utvecklas och förberedas genom tillbyggnader för en ingenjörbataljon. Under slutet av 1990-talet försökte politiker att få SWEDINT till garnisonen. En enhet som tidigare hade legat inom garnisonen fram till 1984, då den samlokaliserades med Svea ingenjörregemente i Södertälje.
Garnisonens olika förband har påverkats i flera olika försvarsbeslut under 1900-talet. I samband med försvarsbeslutet 2004 kom dock hela garnisonen att avvecklas, genom att flera av förbanden avvecklades eller omlokaliserades. Försvarsmakten påbörjade avvecklingen av garnisonen den 1 januari 2005 och var färdig med avvecklingen den 30 juni 2006. Den 1 augusti 2005 kom Vasallen att tillträda som ägare över garnisonsområdet. Vasallen har sedan dess utvecklat det före detta garnisonsområdet till en ny stadsdel under namnet Eldsundsviken.

## Eldsundsviken
Åren 1916–1921 uppfördes ett kasernetablissement i Eldsundsviken till Södermanlands regemente. Den 3 juli 1921 flyttade regementet in i kasernetablissementet, vilket stod helt färdiga sommaren 1923. Kasernetablissemanget uppfördes efter kasernbyggnadsnämndens andra serie för infanteriregementen, vilket bland annat innebar att kasernerna uppfördes som halvbataljonskaserner i två våningar. Kasernområdet har byggts ut allteftersom, bland annat med ett nytt motorområde i slutet 1970-talet. I samband med att Svea ingenjörregemente planerades att omlokaliseras till Strängnäs, färdigställdes både kansli och kaserner i befintliga byggnader till en ingenjörbataljon. Efter att riksdagen beslutade att regementet skulle avvecklas, kom Vasallen den 1 augusti 2005 att tillträdda som ägare över kasernområdet. Avvecklingsorganisationen upphörde den 30 juni 2006, då även kasernområdet lämnades.

## Regementsgatan
År 1942 bildades IV. militärområdesstaben, vilken då förlades till Stureplan 1 i Stockholm. Den 31 maj 1949 omlokaliserades den till Livgardets Kavallerikasern vid Lidingövägen 28. Från den 12 juni 1963 förlades staben till en nybyggd fastighet i anslutning till Södermanlands regemente. År 1966 uppfördes ytterligare en byggnad intill huvudbyggnaden. När Östra militärområdet och Bergslagens militärområde sammanslogs, övertogs fastigheten av Mellersta militärområdet. Och den 1 juli 2000 övertogs fastigheten av Mellersta militärdistriktet. Efter att Mellersta militärdistriktet upplöstes och avvecklades 2005, lämnades fastigheten den 30 juni 2007. Våren 2015 revs de två kontorskomplexen från 1960-talet. Till fastigheten tillhörde en båtbrygga samt en helikopterflygplats.

## Verksamhet
Förband, skolor och staber lokaliserade till garnisonen
| Beteckning | Enhetsnamn                                     | Aktiv     | Anmärkning                                                    |
| ---------- | ---------------------------------------------- | --------- | ------------------------------------------------------------- |
| I 10       | Södermanlands regemente                        | 1921–1942 | Omorganiserades 1942 till pansarregemente                     |
| P 3        | Södermanlands pansarregemente                  | 1942–1957 | Omorganiserades 1957 till pansarinfanteriregemente            |
| I 10       | Södermanlands regemente                        | 1957–1963 | Omorganiserades 1963 till pansarregemente                     |
| P 10       | Södermanlands regemente                        | 1963–1973 | Blev 1973 ett försvarsområdesregemente                        |
| P 10/Fo 43 | Södermanlands regemente                        | 1973–2000 | Försvarsområdesstaben avvecklades 2000                        |
| P 10       | Södermanlands regemente                        | 2000–2005 | Regementet avvecklades genom försvarsbeslutet 2004            |
| PB 10      | Södermanlandsbrigaden                          | 1942–1974 | Avvecklades genom försvarsbeslutet 1972                       |
| MekB 10    | Södermanlandsbrigaden                          | 1982–2000 | Uppsattes genom försvarsbeslutet 1977                         |
| IV. milo   | IV. militärområdet                             | 1942–1966 |                                                               |
| Milo Ö     | Östra militärområdet                           | 1966–1991 | Bildade Milo M 1991 tillsammans med Bergslagens militärområde |
| Milo M     | Mellersta militärområdet                       | 1991–2000 | Omorganiserades 2000 till Mellersta militärdistriktet         |
| MD M       | Mellersta militärdistriktet                    | 2000–2005 | Avvecklades genom försvarsbeslutet 2004                       |
| 14. förd   | Mellersta arméfördelningen                     | 1984–1994 | Omlokaliserades 1994 till Linköpings garnison                 |
| 4. förd    | Östra arméfördelningen                         | 1994–2000 | Omlokaliserades 1994 från Linköping                           |
| Fo 43      | Strängnäs försvarsområde                       | 1942–1973 |                                                               |
| Fo 43      | Södermanlands försvarsområde                   | 1973–1997 |                                                               |
| Fo 43      | Södermanlands och Östergötlands försvarsområde | 1998–2000 |                                                               |
| FöMusC     | Försvarsmusikcentrum                           | 1994–2005 | Omlokaliserades 2005 till Kungsängens garnison.               |
| MotorS     | Arméns motorskola                              | 1948–1991 | Omlokaliserades 1991 till Skövde garnison.                    |
| FNS        | FN-skolan                                      | 1956–1984 | Omlokaliserades 1984 till Almnäs garnison.                    |
| MFM        | Mellersta militärområdets materielförvaltning  | 1991–1994 | Uppgick 1994 i Uhreg M                                        |
| VFM        | Mellersta militärområdets verkstadsförvaltning | 1991–1994 | Uppgick 1994 i Uhreg M                                        |
| Uhreg M    | Mellersta underhållsregementet                 | 1994–2001 | Uppgick 2002 i FMLOG                                          |
| ByÖ        | Östra militärområdets byggnadskontor           | 1966–1982 |                                                               |
| FortF/Öst  | Östra byggnadsområdet                          | 1982–1994 |                                                               |
| SLG        | Södermanlandsgruppen                           | 2000–     |                                                               |

## Minnesstenar och minnesmärken
| Bild | Minnessten              | Koordinater                                    | Kort beskrivning |
| ---- | ----------------------- | ---------------------------------------------- | --- |
|      | Södermanlands regemente | 59°23′11″N 17°00′25″Ö / 59.386309°N 17.00704°Ö | Minnessten över Södermanlands regemente. |
|      | Militärstaber           | 59°23′11″N 17°00′25″Ö / 59.386309°N 17.00704°Ö | Minnessten med texten: Här verkade IV. militärbefälsstaben 1963–1966 samt staberna för Östra militärområdet 1966–1991, Mellersta militärområdet 1991–2000, Mellersta militärdistriktet 2000–2005. |

## Galleri

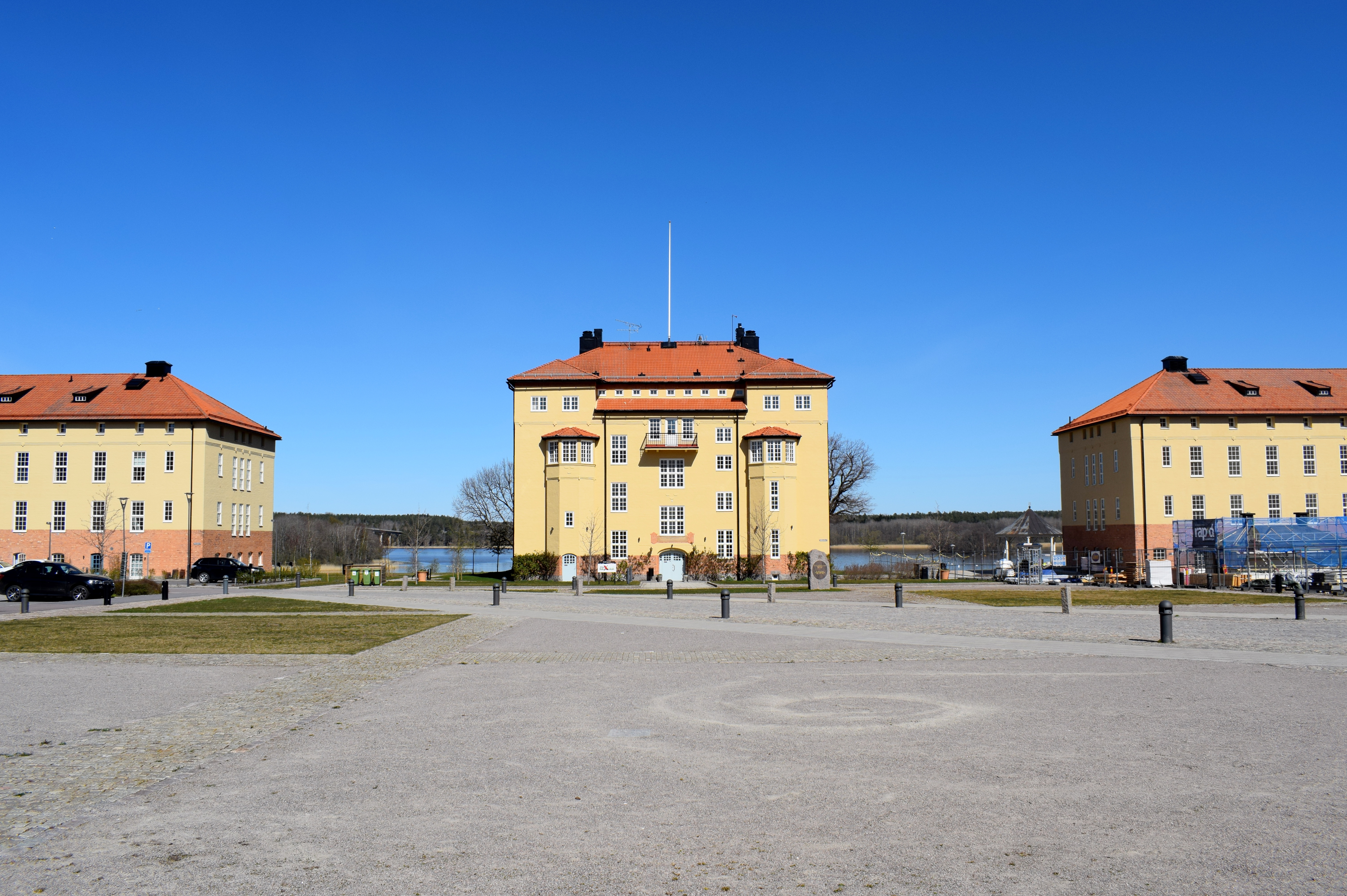
Kanslihuset vid Södermanlands regemente.
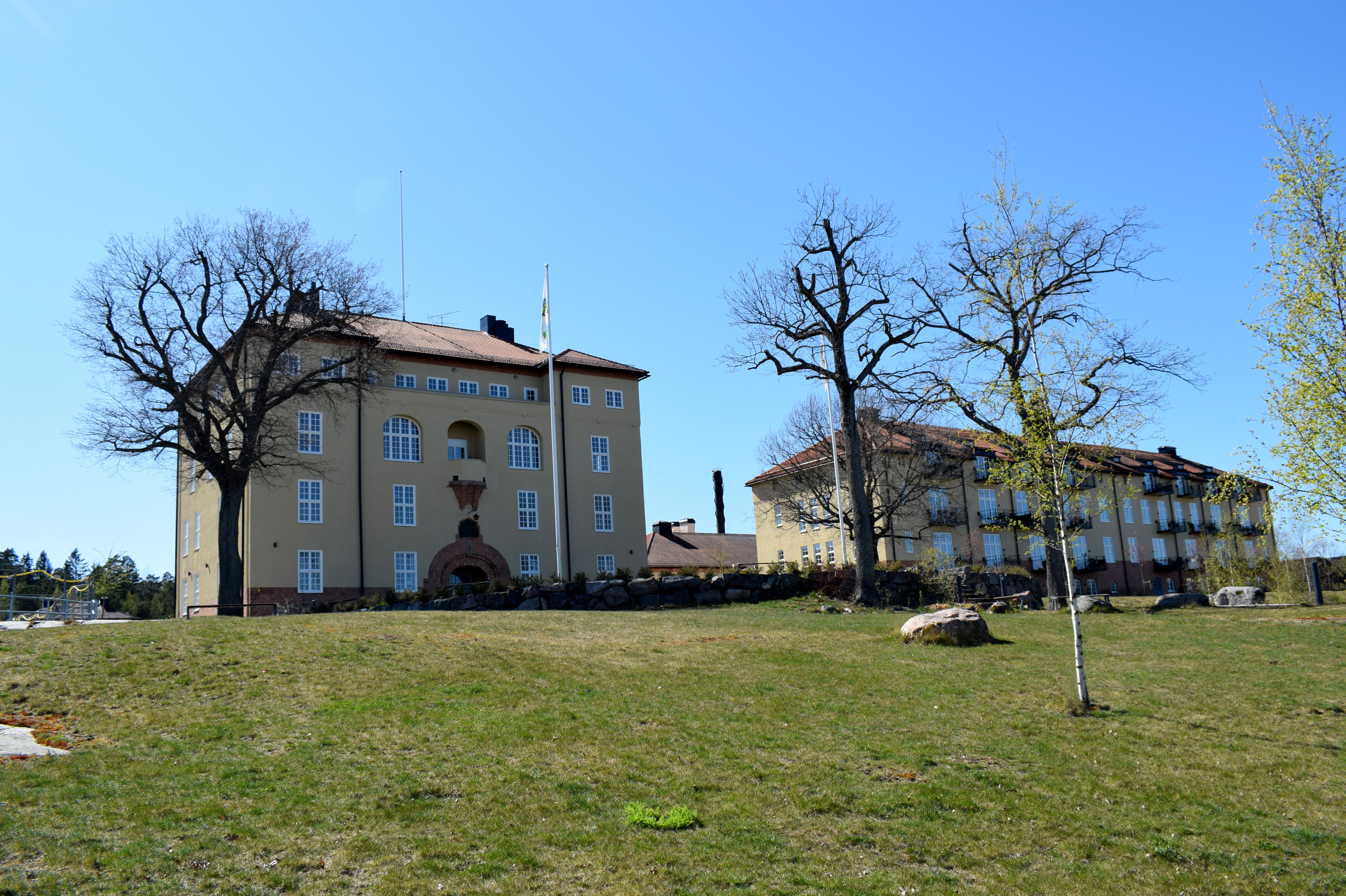
Vy från framsidan av Södermanlands regementes kaserner.
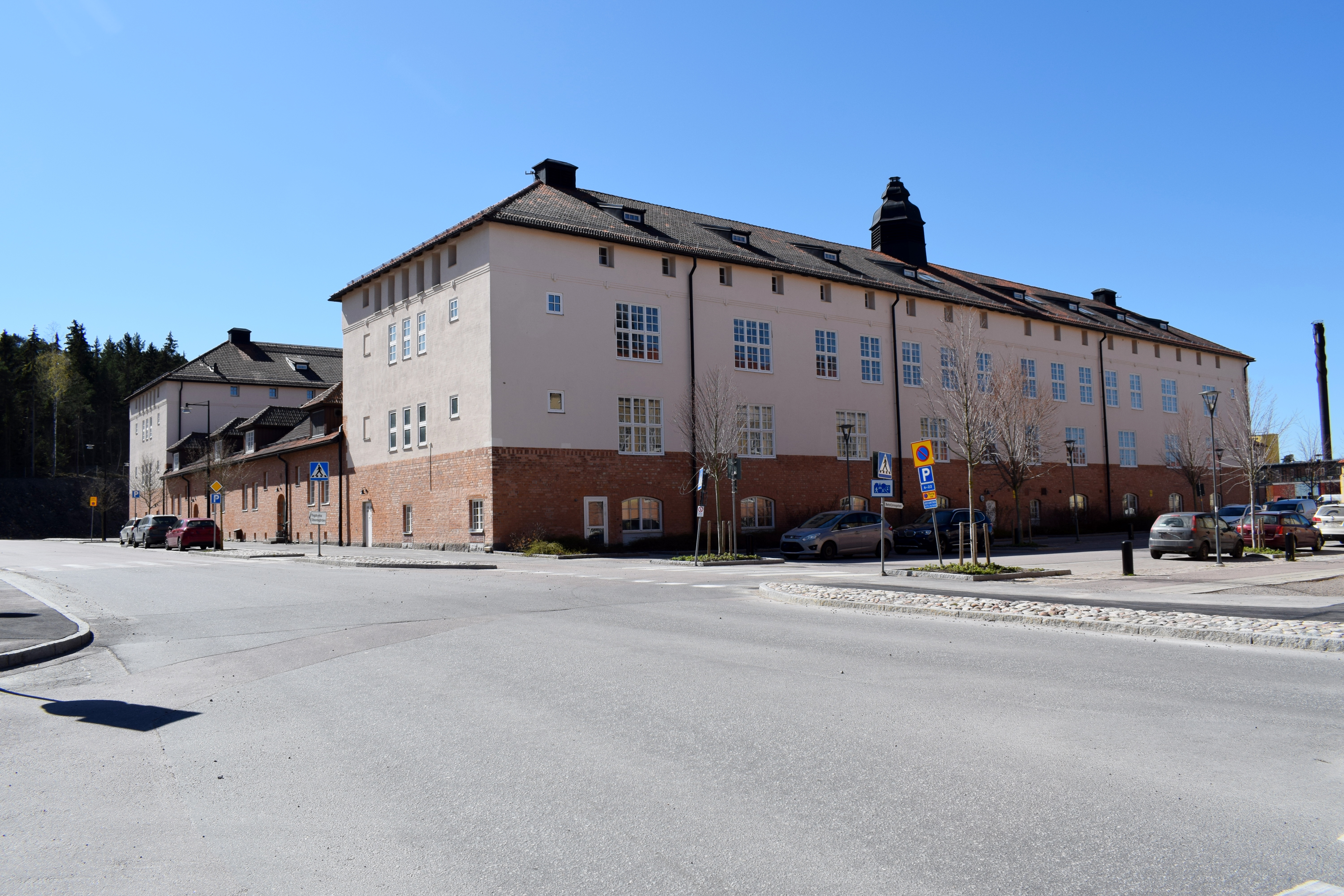
Kasernbyggnader vid garnisonen.
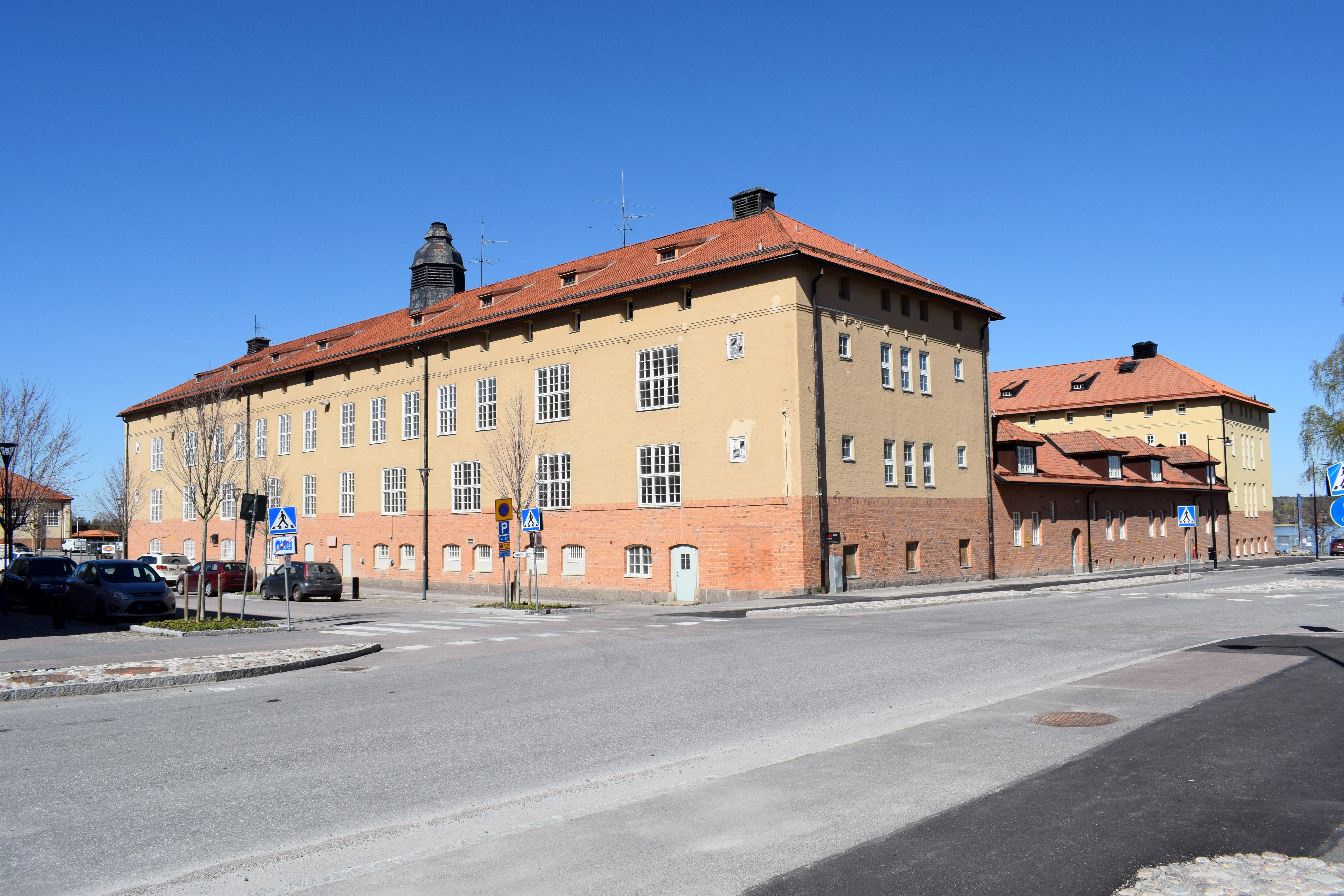
Kasernbyggnader vid garnisonen.
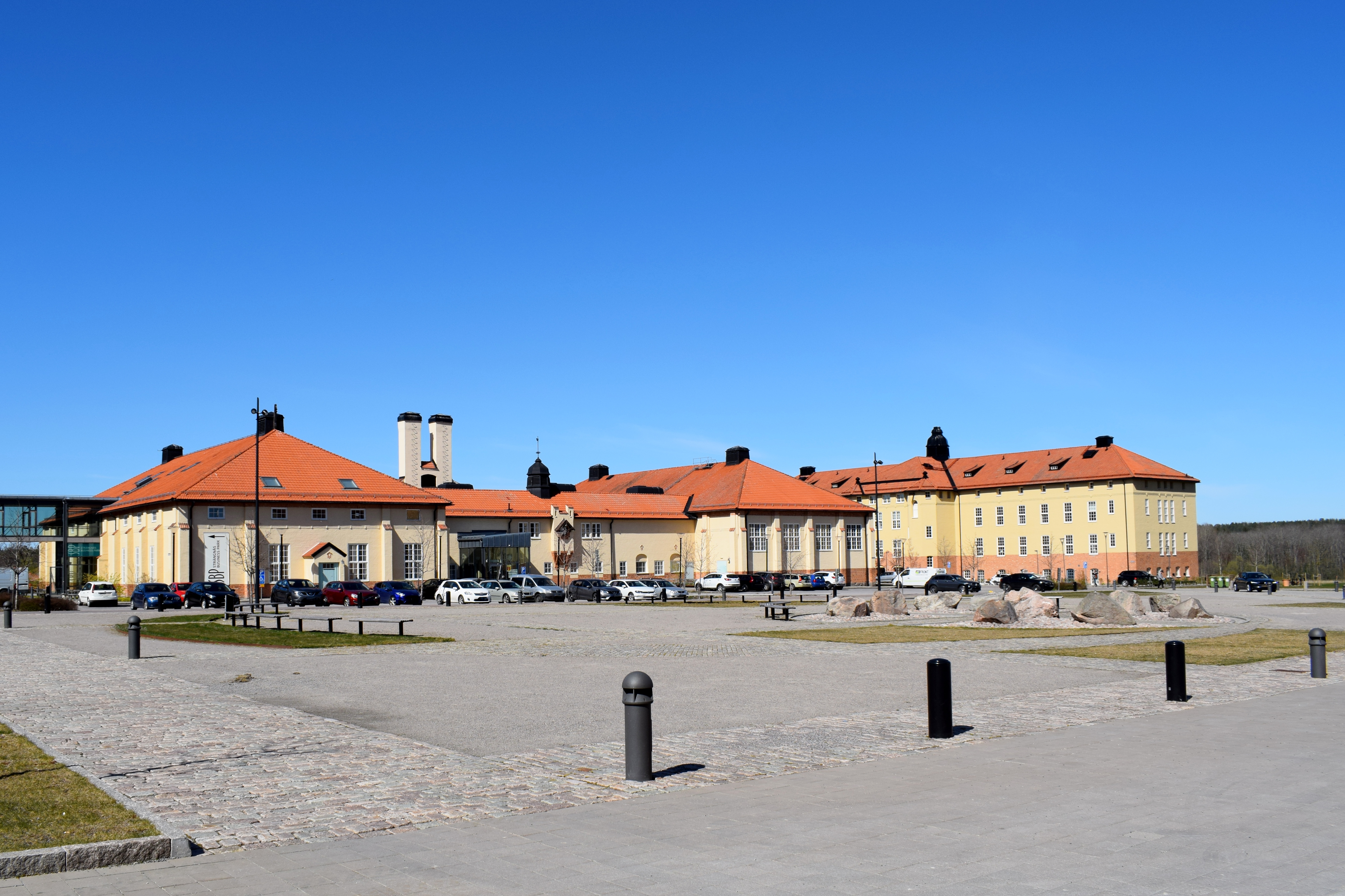
Matsalsbyggnaden vid garnisonen.
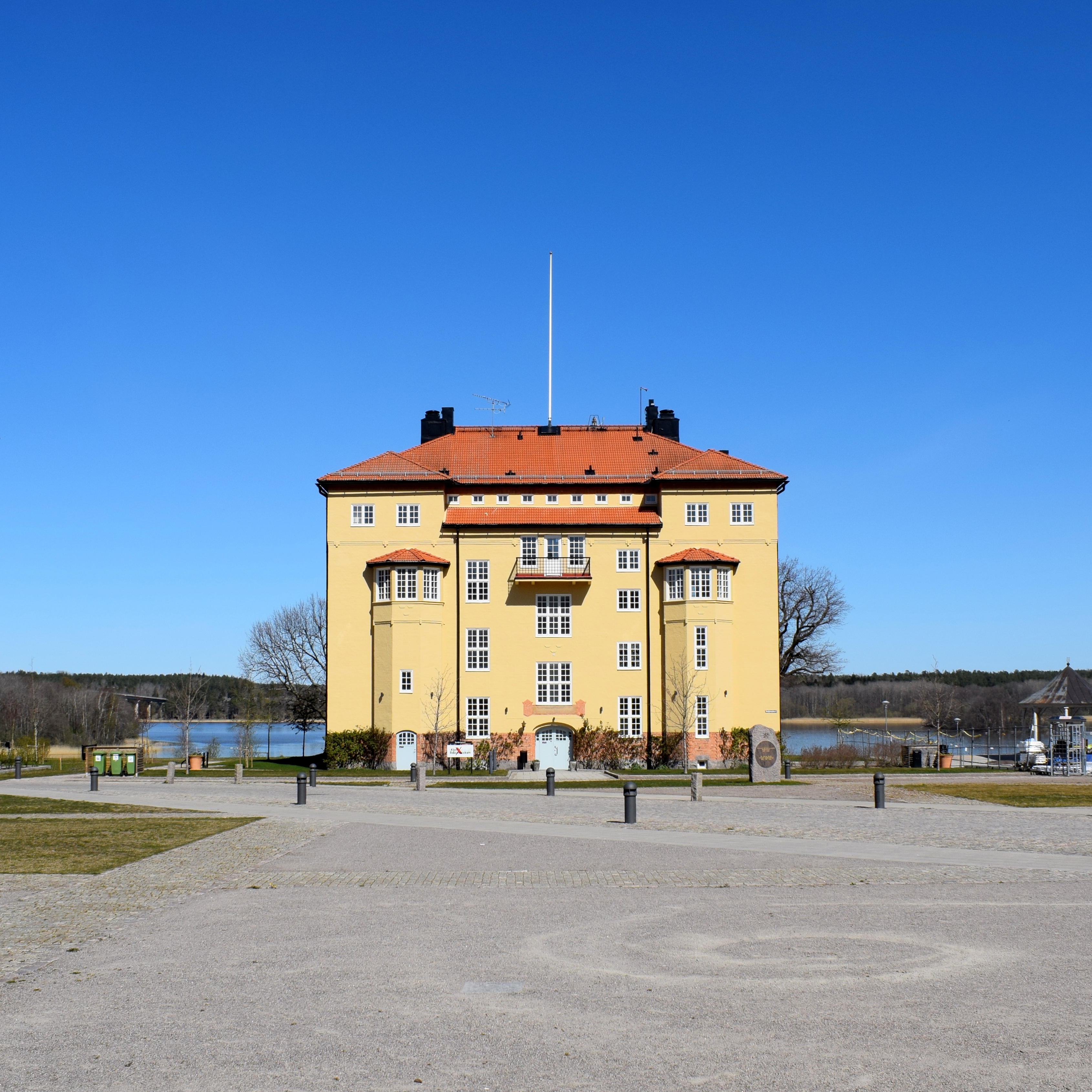
Baksidan på kanslihuset vid Södermanlands regemente (2020)
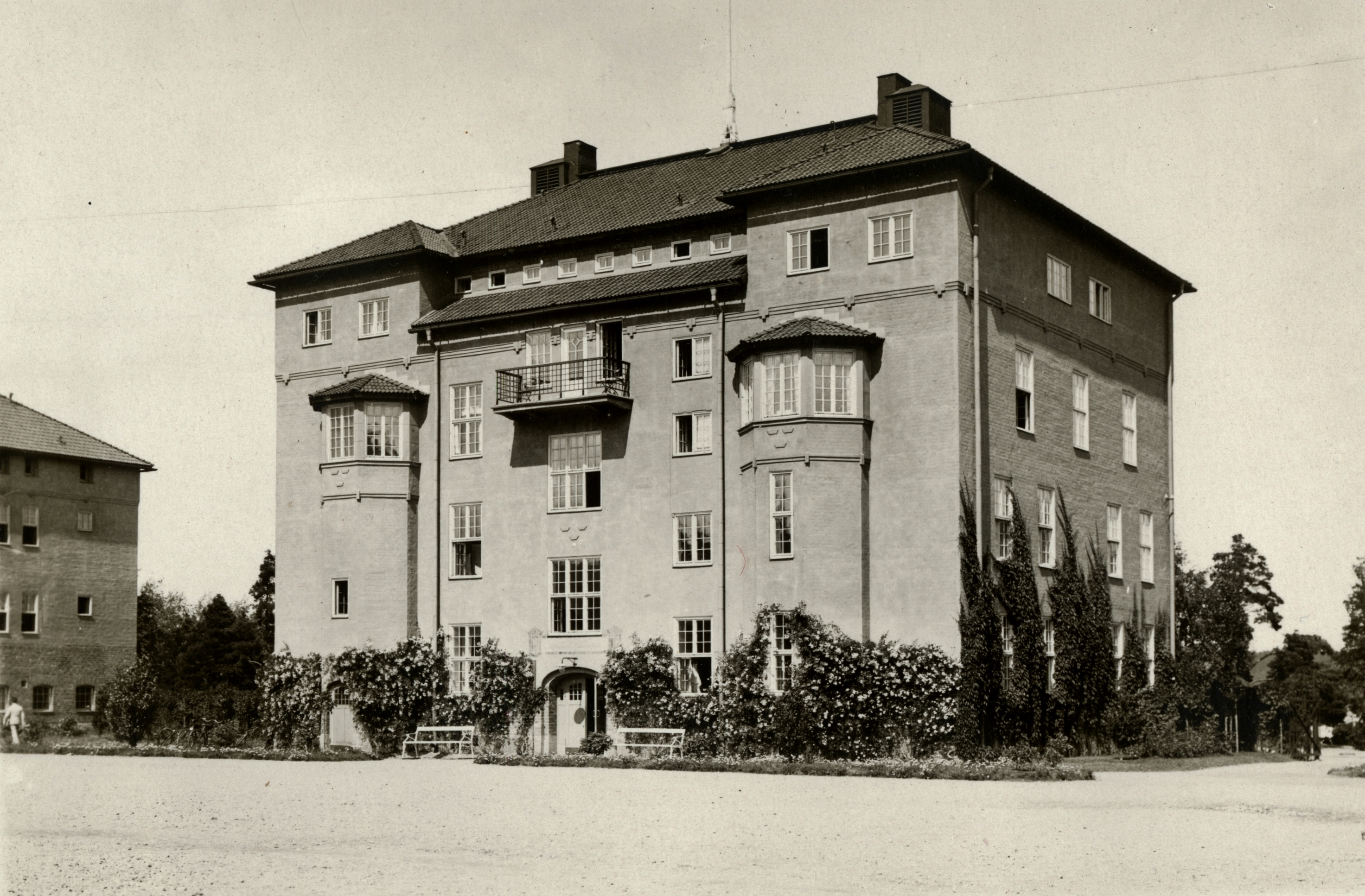
Baksidan på kanslihuset vid Södermanlands regemente (1920-talet)
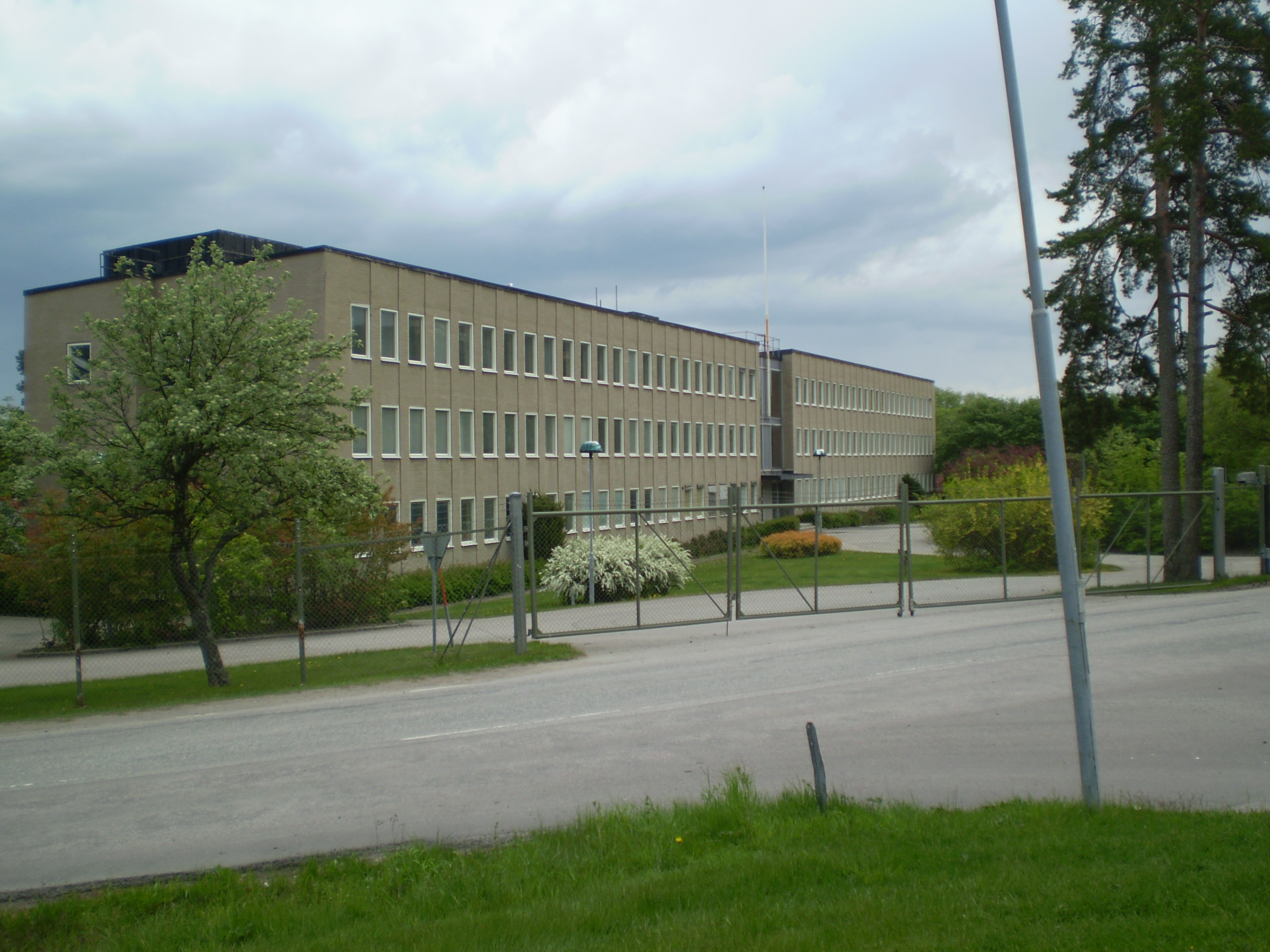
Militärområdets och senare militärdistriktets stabsbyggnad.
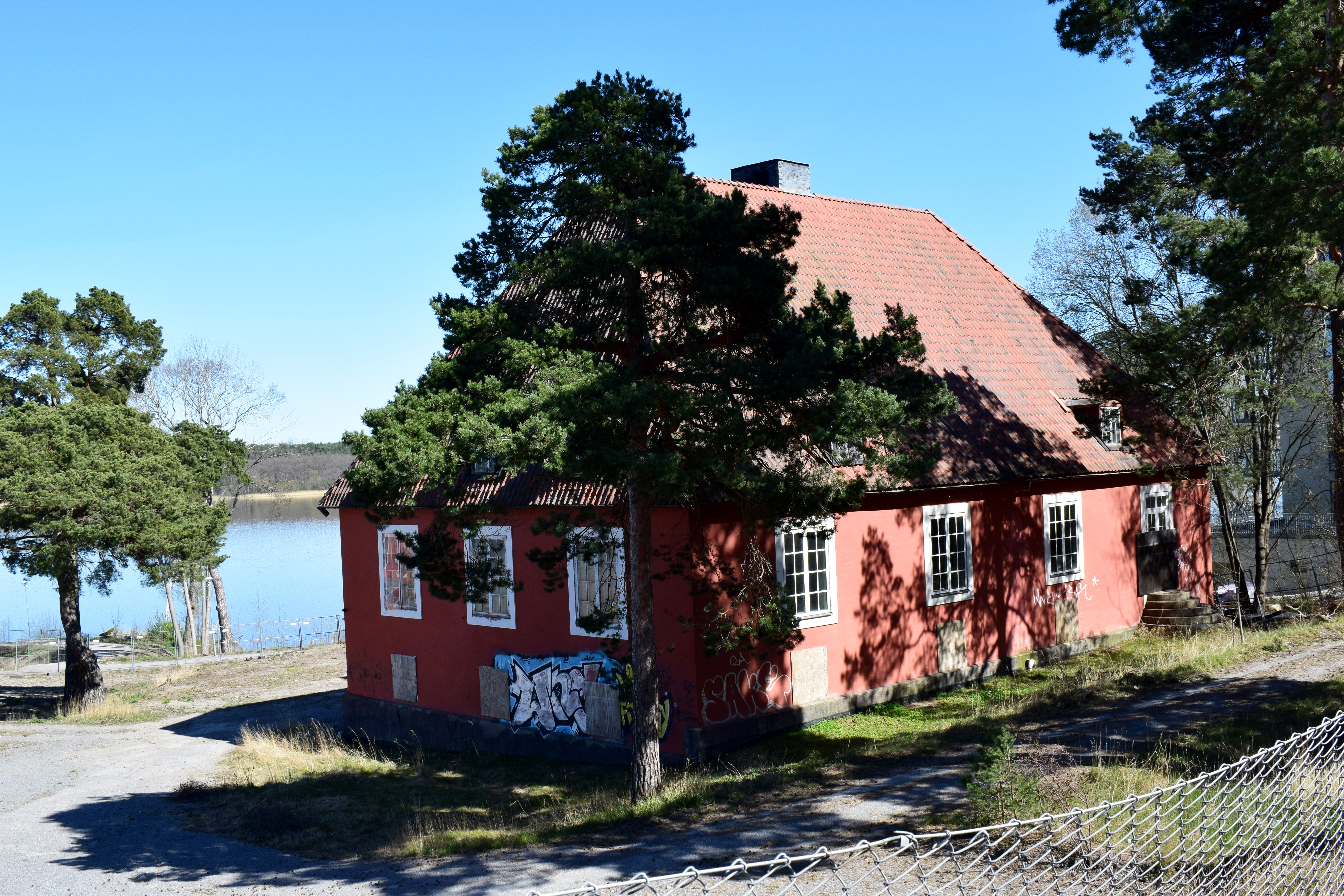
Byggnad vid garnisonen